# Cathedra paraensis
Cathedra paraensis är en tvåhjärtbladig växtart som beskrevs av Herman Otto Sleumer. Cathedra paraensis ingår i släktet Cathedra och familjen Aptandraceae. Inga underarter finns listade i Catalogue of Life.